# Xã Blackhawk, Quận Rock Island, Illinois
Xã Blackhawk (tiếng Anh: Blackhawk Township) là một xã thuộc quận Rock Island, tiểu bang Illinois, Hoa Kỳ. Năm 2010, dân số của xã này là 10.019 người.